# 19-й армійський корпус (США)
XIX ко́рпус а́рмії США (англ. XIX Corps (United States) — військове об'єднання, армійський корпус у складі армії США.

## Командування

### Командири
- генерал-майор Вілліс Кріттенбергер (англ. Willis D. Crittenberger) (20 серпня 1942 — 12 лютого 1944);
- генерал-майор Чарльз Корлетт (англ. Charles H. Corlett) (10 березня — 17 жовтня 1944);
- генерал-лейтенант Реймонд Маклейн (англ. Raymond S. McLain) (18 жовтня 1944 — червень 1945).